# Langbein-Buschsänger
Der Langbein-Buschsänger (Cincloramphus rufus, Syn.: Trichocichla rufa, Megalurulus rufus) ist ein seltener Singvogel aus der Familie der Schwirlverwandten (Locustellidae). Er ist endemisch auf den Fidschi-Inseln, wo er von den Insulanern als manu kalou (Geistervogel) bezeichnet wird. Der Langbein-Buschsänger wurde ursprünglich in der monotypischen Gattung Trichocichla beschrieben. Anschließend stand er längere Zeit in der Gattung Megalurulus. Heute wird er aufgrund jüngerer molekulargenetischer Untersuchungen (2018) der Gattung Cincloramphus zugeschrieben.

## Beschreibung
Der Langbein-Buschsänger erreicht eine Größe von 19 Zentimetern und ein Gewicht von ungefähr 24 Gramm. Ein auffälliger weißer Überaugenstreif verläuft von der Schnabelbasis bis zum Nacken. Oberkopf und Ohrdecken sind lebhaft braun. Die Oberseite ist rostbraun mit olivfarbenem Anflug. Die Flügel und der Schwanz sind rötlich braun. Kehle und Brust sind reinweiß. Die Flanken sind rötlich lohfarben. Der Steiß ist braun. Die Iris ist braun, der Schnabel grau. Die langen, kräftigen Beine sind hellrosa, die Füße sind hell. Der lange Schwanz ist an der Spitze abgerundet. Die Geschlechter sehen gleich aus. Jungvögel sind bisher unbeschrieben.

## Stimme
Der Gesang besteht aus variablen kurzen Phrasen von lauten, klaren, melodischen Noten. Jede Phrase wird mehrere Male in Intervallen von mehreren Sekunden oder Minuten wiederholt. Der Ruf des Langbein-Buschsängers besteht aus harschen Schimpflauten.

## Verbreitung und Lebensraum
Die Nominatform Cincloramphus rufus rufus bewohnt ursprüngliche Bergwälder in der Nähe von kleinen Flüssen oder Bächen in Höhenlagen zwischen 800 und 1000 Metern auf der Insel Viti Levu. Am häufigsten wurde der Langbein-Buschsänger an steilen Berghängen in Erdrutschgebieten beobachtet, auf denen Pionierpflanzen, Sträucher, Baumfarne und Pfeffergewächse ein dichtes Unterholz bilden. Die Unterart Cincloramphus rufus cluniei ist nur vom Stromgebiet des Nambauloa auf Vanua Levu bekannt.

## Lebensweise
Über die Lebensweise des Langbein-Buschsängers ist nur sehr wenig bekannt. Seine Nahrung besteht vermutlich aus kleinen Wirbellosen, die er auf dem Boden aufpickt. Zwei gerade flügge gewordene Jungvögel wurden im November 2003 beobachtet.

## Status
Bis 2003 war der Langbein-Buschsänger nur von vier Museumsexemplaren bekannt, die zwischen 1890 und 1894 auf Viti Levu gesammelt wurden. Unbestätigte Sichtungen soll es 1967, 1973 und 1991 gegeben haben. Im Juni 1974 fand der Ornithologe Frederich-Carl Kinsky auf Vanua Levu den Holotypus der Unterart Megalurulus rufus cluniei. Seitdem ist dieses Taxon aber nicht mehr nachgewiesen worden. 2003 entdeckte ein Team von BirdLife International, darunter Vilikesa Masibalavu und Guy Dutson, eine neue Population der Nominatform im Wabu Forest Reserve auf Viti Levu. Durch intensive Feldarbeit auf Viti Levu zwischen November 2003 und 2005 wurden zwölf Paare im streng geschützten Wabu Forest Reserve, drei Vögel in der Nähe des Monasavu-Damms und drei Paare außerhalb des Monasavu-Stromgebiets beobachtet. Ein weiteres Exemplar wurde im Flussbecken des Sovi beobachtet. Im August 2009 wurde das erste Nest dieser Art in der Nähe der Ortschaft Monosavu entdeckt.
Als Hauptgefährdung werden Kleine Mungos, Hausratten und Waldrodungen angesehen. Der geschätzte Bestand von 50 bis 250 Exemplaren scheint aber derzeit stabil zu sein, so dass die Art von BirdLife International in der Kategorie „stark gefährdet“ (endangered) geführt wird.